# Pilocrocis laralis
Pilocrocis laralis is een vlinder uit de familie van de grasmotten (Crambidae), uit de onderfamilie van de Spilomelinae. De wetenschappelijke naam van deze soort is voor het eerst gepubliceerd in 1909 door George Francis Hampson.

## Verspreiding
De soort komt voor in Oeganda.

## Waardplanten
De rups leeft op Cineraria sp. (Asteraceae).